# Нуклеус (археологія)

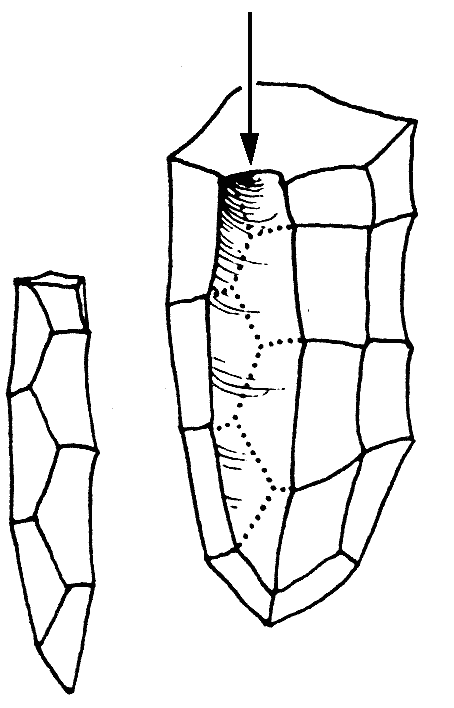
Нуклеус і відколота від нього пластина (зліва), яка вже має досить гострі бічні кромки та може використовуватись як інструмент.

Нуклеус (лат. nucleus — ядро) — кам'яні ядрища з кременю, обсидіану, яшми й інших матеріалів, від яких відбивалися подібні до ножа гострі пластини. Ці пластини потім використовувалися для виготовлення кам'яних знарядь. Нуклеус завжди має площинки відколу пластин, що були відбиті від нього. Використовувалися людьми в часи кам'яної доби до появи металургії. В часи мустьє були дископодібні та черепахоподібні. В часи пізнього палеоліта, мезоліта, неоліта і мідно-кам'яної доби були пирамідальні, призматичні і олівцеподібні.